# Vacherin Fribourgeois
De Vacherin Fribourgeois is een Zwitserse kaassoort uit het kanton Fribourg.

## Bereiding
De kaas wordt geproduceerd van koemelk. Vacherin is afgeleid van het Latijnse woord vaccarinus en verwijst naar de koe (vergelijk met het Franse Vache). De koemelk wordt eerst gepasteuriseerd. Er wordt stremsel aan de melk toegevoegd, waardoor wrongel ontstaat. Dit mengsel wordt opgewarmd tot 35 à 37 °C. De wrongel wordt gescheiden van de wei en in een vorm geschept. Het wordt geperst en rijpt daarna twaalf tot zeventien weken, afhankelijk van de rijpingsgraad die gewenst wordt.
De kaas werd oorkondelijk al in 1420 vermeld.
Vacherin wordt vaak gebruikt voor de kaasfondue, maar kan ook ingezet worden als raclette-kaasersatz.